# Albaniapalatset

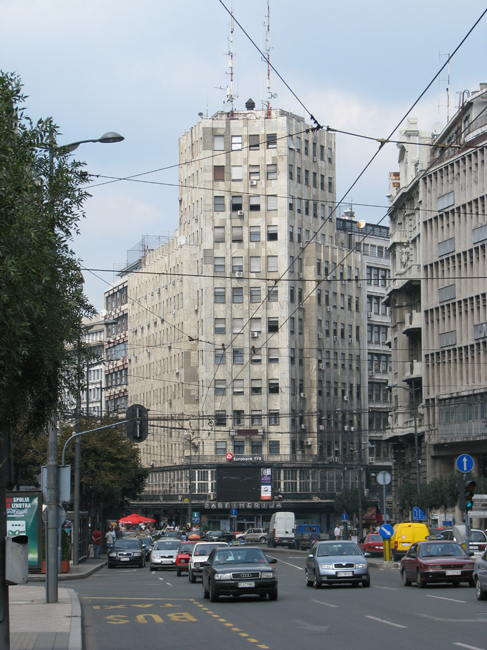
Albaniapalatset

Albaniapalatset (serb. Палата Албанија / Palata Albanija) är en byggnad i Belgrad, Serbien. Byggnationen påbörjades 1938 och slutfördes 1940 och består av 13 våningar och designades av arkitekterna Miladin Prljević och Đorđe Lazarević och baseras på arkitekternas Branko Bon och Milan Grakalić projekt från 1938. Under en god tid efter andra världskriget var Albaniapalatset den största byggnaden i Belgrad.
Namnet kommer ifrån bistrot "Albanija" som ursprungligen låg på platsen och som revs 1936.
Officiella adressen är Kneza Mihaila (serb. Кнеза Михаила) 4-6, Belgrad.